# Stjärnbildsgatan

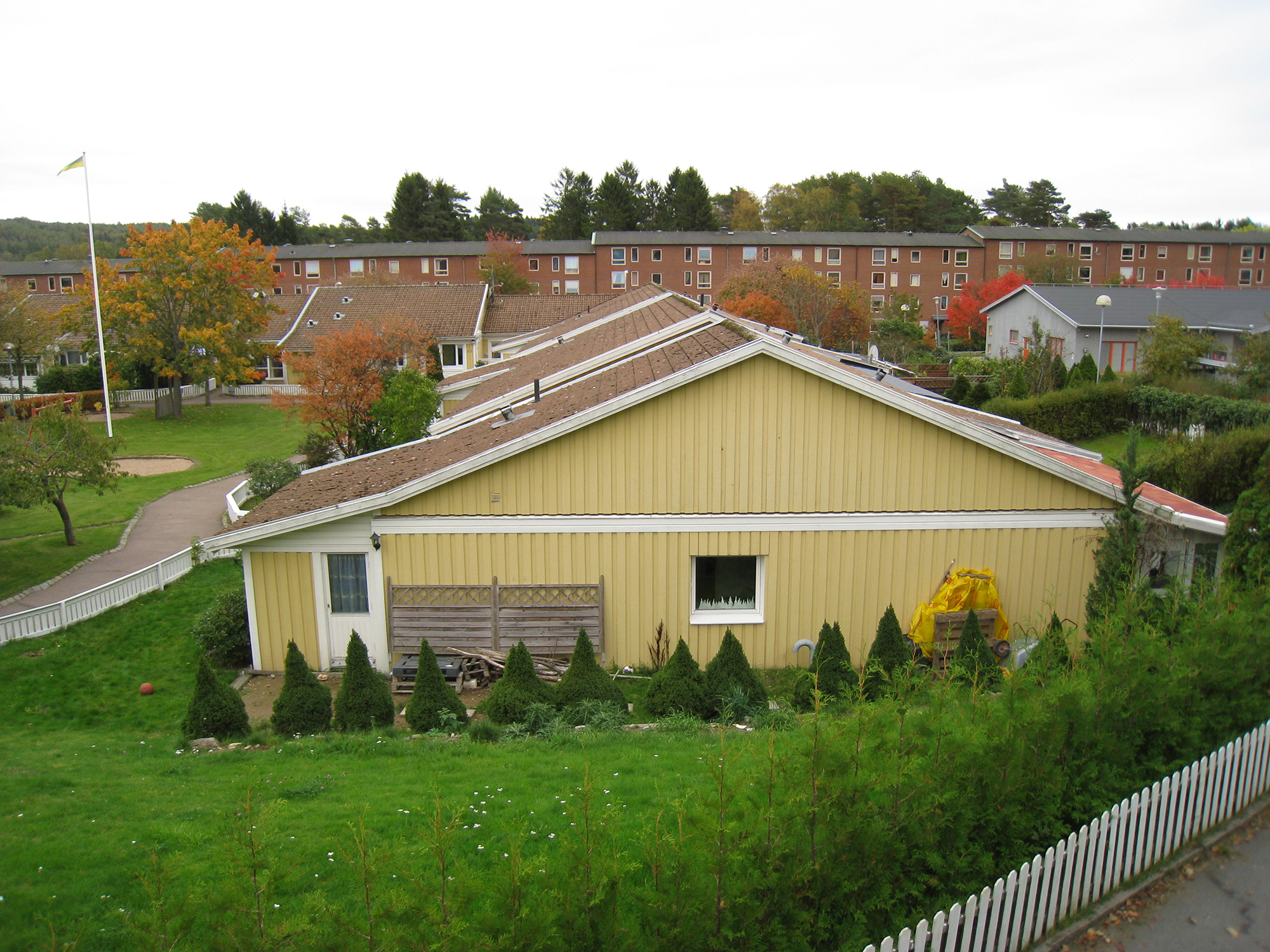
Stjärnbildsgatan med Merkuriusgatans tegelhus i fonden.

Stjärnbildsgatan är ett bostadsområde i östra Bergsjön, Göteborg som ligger på en höjd nordväst om Rymdtorget.
På 1980-talet drabbades detta område i likhet med flera andra av problem med outhyrda lägenheter. På Teleskopgatan och Kvadrantgatan köpte Riksbyggen respektive HSB upp hela beståndet och omvandlade till bostadsrätter efter renovering. 
Fyravåningshusen på Stjärnbildsgatan blev även de bostadsrätter, men först efter en radikal ombyggnad, då de övre våningarna lyftes bort. Idén kom från Göteborgshems utvecklingschef Helmut Junkers. Kvar blev istället radhus i en och två våningar kring mycket rymliga gårdar. Efter protester från de boende bibehölls dock några konventionella läghenheter i fyravåningshuset i det nordligaste kvarteret. 
De bortlyfta byggelementen flyttades och användes vid bygget av husen på Båtsmansgatorna i Backatorp och även nybyggen på Vegagatan i Linnéstaden fick fasadelement från dessa hus. Samma hustyp som de ursprungliga på Stjärnbildsgatan finns intakta på Briljantgatan i Tynnered.

## Gatunamnet
Gatan fick sitt namn år 1965 som ett gruppnamn – rymd och universum.

## Galleri

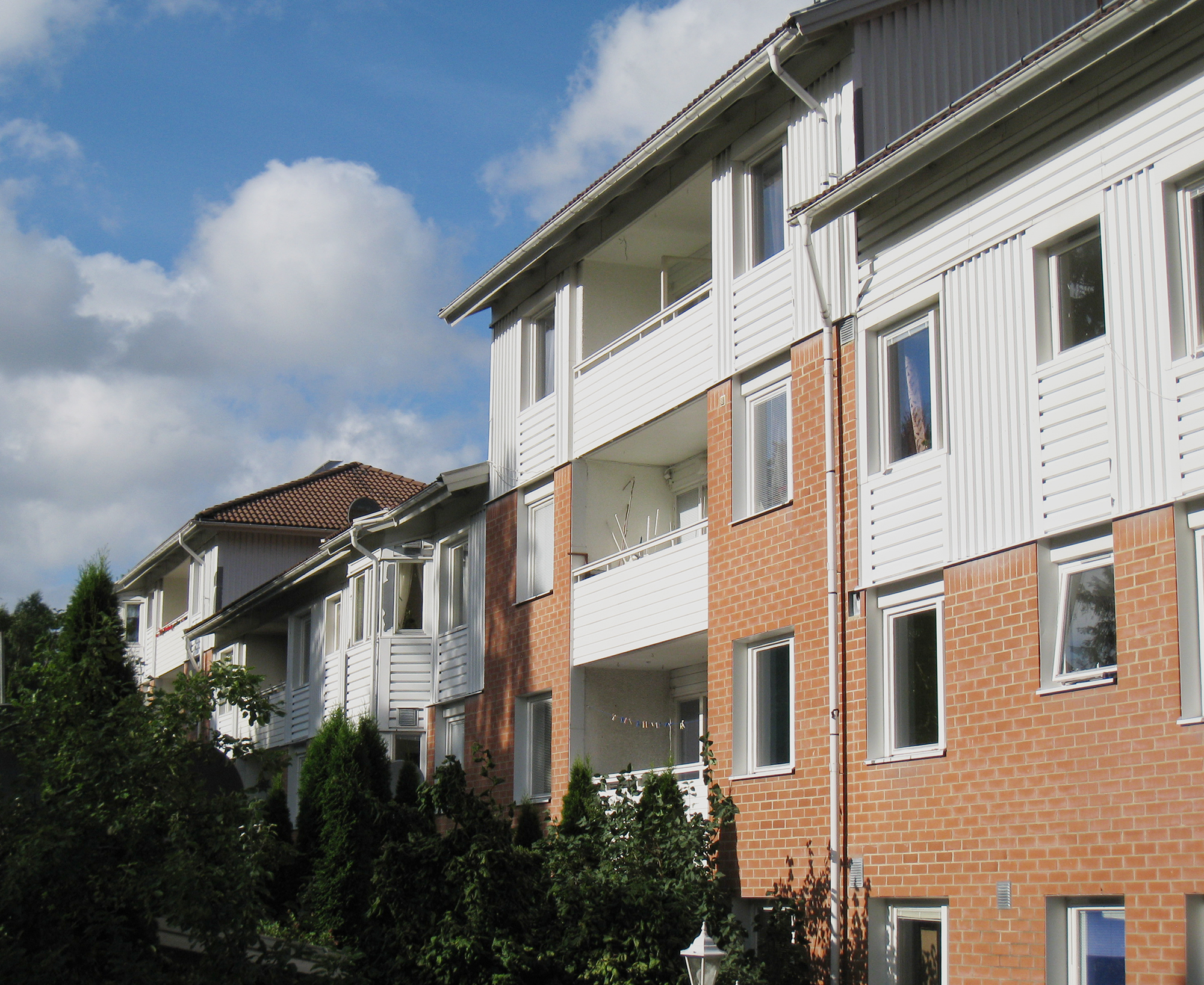
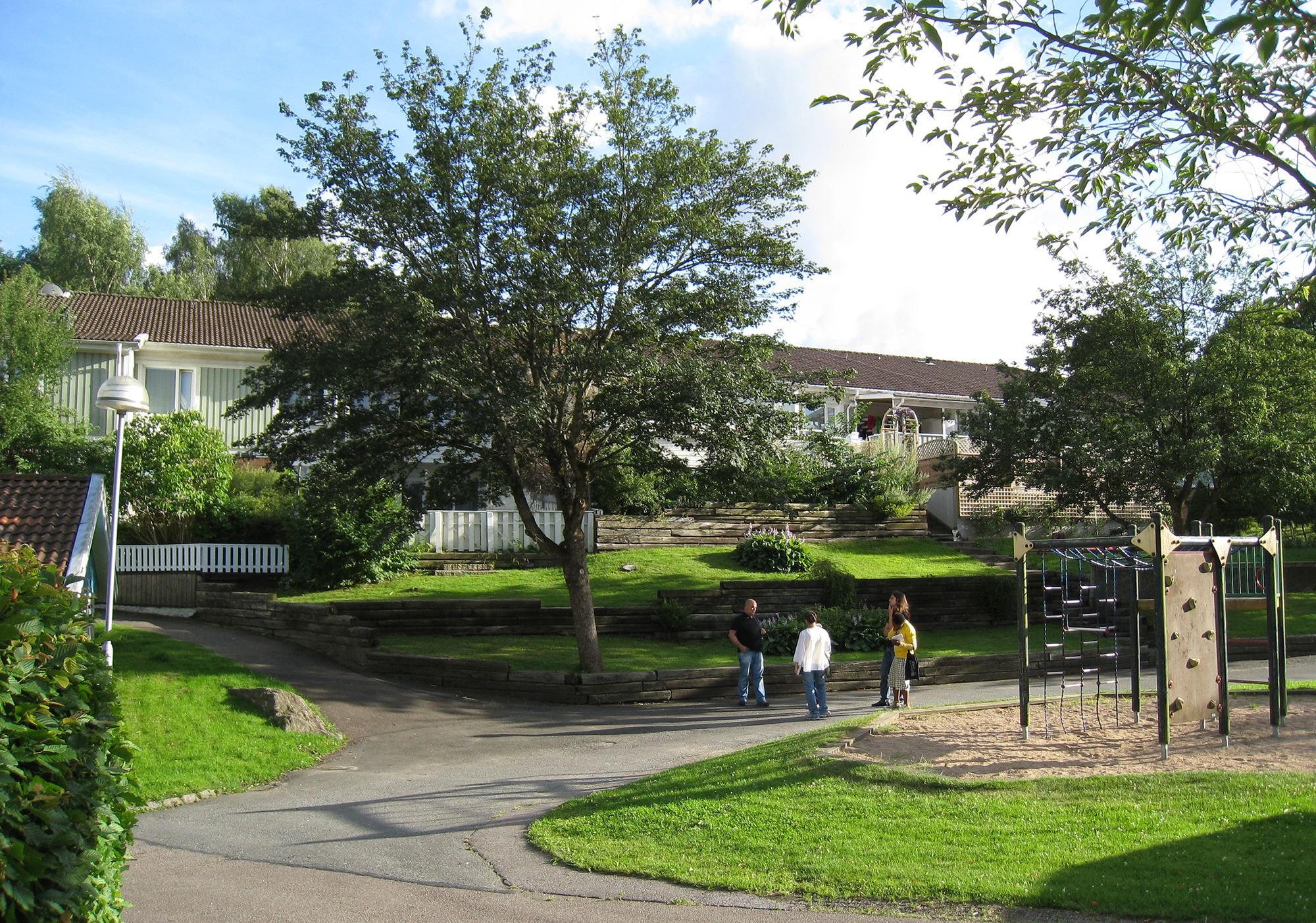
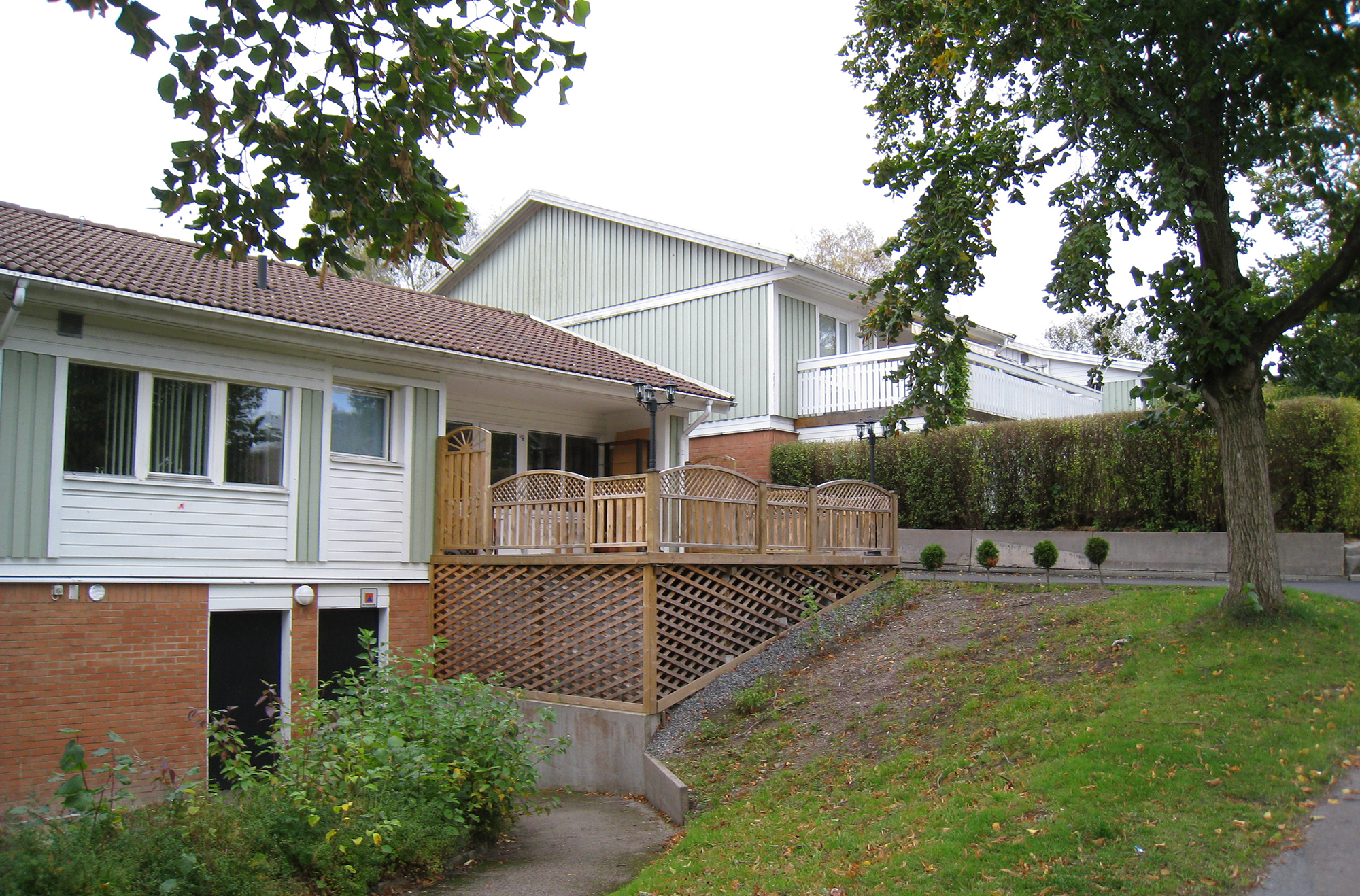